# الاحتلال الألماني لبلجيكا خلال الحرب العالمية الأولى

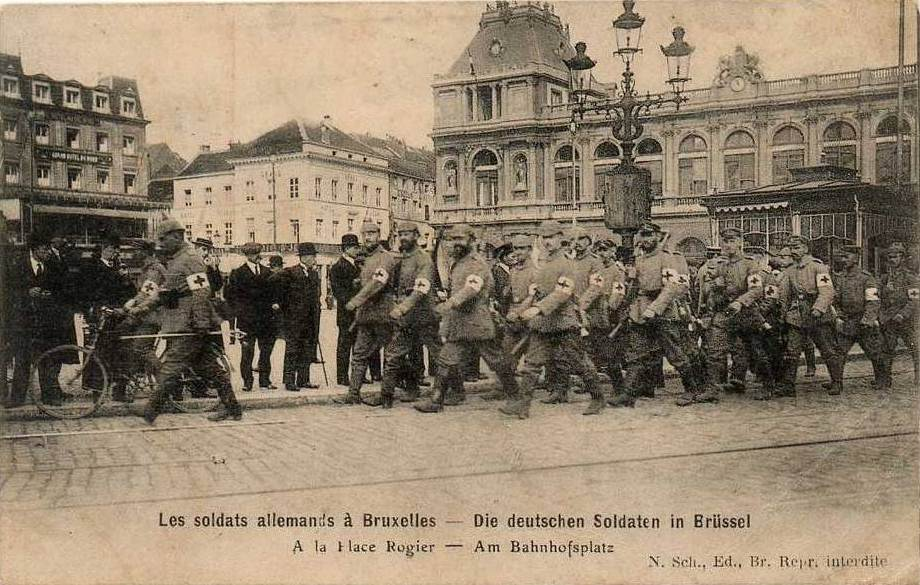

يُعتبر الاحتلال الألماني لبلجيكا خلال الحرب العالمية الأولى احتلال القوات القيصرية الألمانية العسكري لها بين عامي 1914 و1918. بدأ الغزو الألماني لبلجيكا المحايدة في أغسطس من عام 1914 مع اجتياح القوات الألمانية كامل البلاد تقريبًا قبل شتاء العام نفسه الذي انسحبت فيه قوات الحلفاء باتجاه الغرب. نُفيت الحكومة البلجيكية، في حين واصل الملك ألبرت الأول والجيش البلجيكي القتال في أحد أقسام الجبهة الغربية. قُسمت بلجيكا إلى ثلاث مناطق إدارية منفصلة تحت سلطة الجيش الألماني. تقع غالبية البلاد تحت سلطة الحكومة العامة الإمبراطورية الألمانية في بلجيكا، وهي إدارة احتلال رسمية يرأسها جنرال ألماني، في حين أصبح القسمان الآخران -الأقرب إلى خط الجبهة- تحت حكم عسكري مباشر أكثر قمعًا.
تزامن الاحتلال الألماني مع حدوث انهيار اقتصادي واسع النطاق في بلجيكا إذ نقصت الموارد وانتشرت البطالة بشكل كبير، ولكنه تزامن أيضًا مع الصحوة الدينية في البلاد. حرم حصار الحلفاء البحري والقتال الناشب آنذاك منظمات الإغاثة -التي اعتمدت على الدعم الأجنبي لإيصال الطعام والملابس إلى المدنيين البلجيكيين- من الحصول على وارداتها التي اعتُبرت بالغة الأهمية للحياة الاجتماعية والثقافية للبلاد.
قمعت إدارة الاحتلال الألمانية المعارضة السياسية ونفذت العديد من التدابير غير الشعبية، بما في ذلك ترحيل العمال البلجيكيين إلى ألمانيا وفرض العمل القسري ضمن المشاريع العسكرية. دعمت إدارة الاحتلال الألمانية الحركة الفلمنكية الراديكالية من خلال تقديم العديد من التنازلات كجزء من سياسات فلامينبوليتيك في محاولة لكسب دعم السكان الفلمنكيين في البلاد. ونتيجة لذلك، تأسست العديد من حركات المقاومة التي حاولت تخريب البنية التحتية العسكرية، وجمع المعلومات الاستخبارية لصالح الحلفاء، وطباعة الصحف السرية. شاعت طرق تعبير المعارضة ذات المستوى المتدني ولكنها قُمعت بشكل متكرر.
تقدم الحلفاء في أغسطس من عام 1918 إلى بلجيكا المحتلة خلال هجوم المائة يوم محررين بعض المناطق. ومع ذلك، لم ينته الاحتلال بالنسبة لمعظم البلاد حتى أعقاب هدنة كومبين الأولى في نوفمبر من عام 1918، حيث تقدم الجيش البلجيكي إلى البلاد ليحل محل القوات الألمانية النازحة في الحفاظ على القانون والنظام.

## الحياة تحت ظل الاحتلال

### الموارد المنخفضة ومنظمات الإغاثة
كانت بلجيكا مستوردًا صافيًا للمواد الغذائية قبل الحرب، لذلك عنى الغزو الألماني -جنبًا إلى جنب مع حصار الحلفاء- استعداد العديد من المنظمات البلجيكية مع حلول بداية سبتمبر من عام 1914 لبداية المجاعة في الأراضي المحتلة. أُسست اللجنة الوطنية للإغاثة والأغذية (CNSA) بتوجيه من الممول إميل فرانكي وغيره من المتبرعين بهدف تأمين ونقل الغذاء إلى بلجيكا، ليكون بيعه إلى المدنيين البلجيكيين ممكنًا. استُخدمت أرباح هذا الجزء من العملية لتوزيع المساعدات. تمكنت اللجنة الوطنية للإغاثة والأغذية من الحصول على الإذن لاستيراد المواد الغذائية من الولايات المتحدة المحايدة بعد إجراء مفاوضات مع كل من الحلفاء وقوى المركز. استغل فرانكي معرفته بهربرت هوفر (الذي أصبح رئيس الولايات المتحدة الأمريكية لاحقًا) لجمع الطعام وغيره من المساعدات الأخرى من خلال منظمة أمريكية تُدعى لجنة الإغاثة في بلجيكا (CRB)، لتوزعها اللجنة الوطنية للإغاثة والأغذية بدورها بعد ذلك داخل بلجيكا. عمل أيضًا عدد من منظمات الإغاثة الأصغر التابعة لدول محايدة أخرى داخل بلجيكا المحتلة.
أصبحت اللجنة الوطنية للإغاثة والأغذية جزءًا رئيسيًا من الحياة اليومية والثقافة في بلجيكا المحتلة. سَيرت المنظمة جزءًا كبيرًا من نظام الرعاية الاجتماعية اليومي ومنعت بشكل عام حصول المجاعة، على الرغم من الشيوع الكبير لنقص الغذاء والمواد طوال فترة الاحتلال. امتلكت اللجنة الوطنية للإغاثة والأغذية في ذروة عملها أكثر من 125 ألف وكيل وموزع في جميع أنحاء البلاد. وصف المؤرخون عمل اللجنة الوطنية للإغاثة والأغذية نفسها مع لجنتها المركزية والشبكات المحلية في جميع أنحاء البلاد بأنه موازِ لما تقوم الحكومة البلجيكية الرسمية به في وقت السلم. أصبحت اللجنة الوطنية للإغاثة والأغذية رمزًا للوحدة الوطنية والمقاومة السلمية في نظر المعاصرين. 

### الحياة الاقتصادية
منعت الحكومة البلجيكية منذ بداية الحرب مباشرةً تداول العملات الفضية واستبدلتها بأوراق نقدية. بقيت هذه الأوراق النقدية قانونية في ظل الاحتلال الألماني الذي استمر بطباعتها. طلبت الإدارة الألمانية «مساهمات حربية» منتظمة بقيمة 35 مليون فرنك بلجيكي شهريًا لتعويض تكاليف الاحتلال. تجاوزت المساهمات الدخل الضريبي لبلجيكا قبل الحرب بشكل كبير، ما دفع البنوك البلجيكية إلى استعمال النقود الورقية الجديدة لشراء السندات من أجل دفع هذه المساهمات. أدت الطباعة المفرطة للنقود إلى جانب وجود كميات كبيرة من الأموال الألمانية التي جلبها جنود الاحتلال إلى البلاد، إلى حدوث تضخم اقتصادي كبير. بالإضافة إلى ذلك، ثبت الألمان سعر صرف المارك الألماني أمام الفرنك البلجيكي بشكل مصطنع لصالح اقتصادهم الخاص بنسبة 1: 1.25. بدأت أعداد كبيرة من الجماعات والمناطق الفردية بطباعة وإصدار أموالها الخاصة التي عُرفت باسم أموال الضرورة (موناي دو نيسيسيتي)، والتي يمكن استخدامها محليًا للتكيف مع هذه الظروف الاقتصادية.
أدت الفوضى المالية المقترنة مع مشاكل النقل ومصادرة المعادن إلى انهيار اقتصادي عام حيث نفدت المواد الخام من المصانع ما أدى إلى تسريح العمال. أثرت الأزمة بشكل خاص على الصناعات التحويلية الكبيرة في بلجيكا. سرحت المزيد من الشركات عمالها نظرًا إلى انقطاع هذه الشركات من المواد الخام المستوردة عادةً من الخارج. أصبحت البطالة مشكلة رئيسية وازداد الاعتماد على المساعدات الخيرية التي وزعتها المؤسسات والمنظمات المدنية. كان هناك نحو 650 ألف شخص عاطل عن العمل بين عامي 1915 و1918. استغلت السلطات الألمانية هذه الأزمة لنهب الآلات الصناعية من المصانع البلجيكية، التي إما أُرسلت إلى ألمانيا بشكل سليم أو أُذيبت. تصاعدت السياسات العامة بعد انتهاء سياسة الترحيل الألمانية في عام 1917 والتي خلقت لاحقًا مشاكل كبيرة للانتعاش الاقتصادي البلجيكي بعد نهاية الحرب.